# Guion (signo ortográfico)
El guion (‑) es un signo ortográfico auxiliar, en forma de un pequeño trazo horizontal. No debe confundirse con el signo menos (−), que es un trazo ligeramente mayor, ni con la raya (—), que es mayor aún.

## Usos en español

### Unión de palabras u otros signos
- Vincular dos nombres propios: línea Génova‑Córcega.
  - En cambio cuando se fusionan los caracteres que componen cada uno de los elementos que forman el término, no se debe escribir un guion entre ellos: «aldea francorromana», «ciudadano italofrancés» (nótese que no se conserva el acento de cada término).
- Unir dos nombres de pila, en caso de que el segundo se pueda confundir con el correspondiente apellido: «Tomás‑Eloy Martínez» (el apellido es solamente Martínez).
- Unir dos apellidos, en caso de que el primero se pueda confundir con un segundo nombre: «Adolfo Bioy‑Casares» (los dos apellidos son Bioy y Casares).
- Cuando se desea unir en coordinación dos prefijos asociados a una misma palabra base (como prerromántico y posromántico), el primero de ellos se escribirá de manera independiente y con guion, para evidenciar que es un prefijo y evitar, al mismo tiempo, la repetición de la base: «Como compositor, fue pre‑ y posromántico».
- Separar algunas palabras compuestas.
  - Cuando un prefijo (como pre‑ o pos‑) precede a una sigla o a una palabra que comienza por mayúscula, se debe escribir un guion intermedio: anti‑Hitler, pro‑Bush. Normalmente los prefijos se deben unir directamente a la palabra base (antinatural, pronazi, etc.).
- Indicar la separación entre el primer y último valor de un rango.

### Uso en la lingüística
- Se usa para marcar la separación entre las sílabas que componen una palabra. En este caso, el guion se escribe siempre entre espacios en blanco: ca ‑ len ‑ da ‑ rio.
- Se escribe un guion delante de un segmento de palabra (sílaba, morfema, elemento compositivo, etc.) para indicar que va en posición final: ‑ito, ‑illo, ‑cito o ‑ecito. En este caso, si a la sílaba que precede a dicho segmento le corresponde llevar tilde, se puede colocar después del guion: ‑´fago.
- Si el guion se escribe pospuesto a un segmento de palabra (sílaba, morfema, elemento compositivo, etc.), indica que dicho segmento va en posición inicial: post‑, re‑, bi‑.
- Si un segmento de palabra se escribe entre guiones, se indica que dicho segmento va en interior de palabra: ‑ec‑, ‑in‑, ‑bl‑.

### Uso en la escritura
El guion sirve para hacer la separación de una palabra cuando se llega al final de un renglón (el final del lado derecho del margen), indicando que este termina con una parte de la palabra, cuya siguiente parte va en el siguiente renglón, por no caber la palabra en el renglón actual. por ejemplo: cama-león

### Otros usos
- En su uso moderno, en algunos correos electrónicos se integra el guion como algún tipo de separación, como en «nombre‑de‑usuario@example.com» en vez de nombredeusuario@example.com.
- El guion es el separador estándar de facto utilizado en las llamadas urls amigables, es decir que separa las palabras que componen la dirección de una página web para hacerla más legible, proporcionando mayor nivel informativo al usuario.[1]

## Confusión con otros signos
El guion, debido a su gran parecido con otros signos —todos son un trazo horizontal de distintas medidas—, se suele confundir con otros signos como:
- La raya (—), también llamada «guion largo», es un signo ortográfico de puntuación. Tiene dos usos principales:

1. indicar diálogos e intervenciones del narrador en obras literarias.
2. y servir para hacer incisos con aclaraciones o especificaciones en cualquier tipo de texto, perfectamente intercambiables con los paréntesis.

- El signo menos (–), es un signo matemático que se utiliza especialmente en aritmética y álgebra. Tiene dos usos principales:

1. simbolizar una resta (también llamada sustracción)
2. y simbolizar a los números negativos, en especial cuando es un número entero.

## Guion o guión
La Ortografía de la lengua española publicada en 2010 señala que palabras como guion «resultan ser monosílabas a efectos de acentuación gráfica» al constituir un diptongo ortográfico, es decir, una secuencia de dos vocales que, con independencia de cómo se articulen en los distintos casos, es considerada un diptongo a efectos ortográficos y, debido a ello, «deben escribirse obligatoriamente sin tilde».
La articulación con diptongo es la normal en amplias zonas de Hispanoamérica, especialmente en México y Centroamérica; por el contrario, en otros países americanos, como Ecuador, Colombia y Venezuela, al igual que en España, esta palabra se articula con hiato y resulta, pues, bisílaba.
Aunque antes del 2010 se permitía que aquellos hablantes que pronunciaran esta voz en dos sílabas pudieran seguir tildándola, ese año se decidió que no se tildaría en ningún caso.

## Códigos en computación
Este símbolo se suele representar con los siguientes caracteres Unicode:
| Carácter      | -            | -            |
| ------------- | ------------ | ------------ |
| Unicode       | HYPHEN-MINUS | HYPHEN-MINUS |
| Codificación  | decimal      | hex          |
| Unicode       | 45           | U+002D       |
| UTF-8         | 45           | 2D           |
| Ref. numérica | &#45;        | &#x2D;       |